# ザ・デル・ダイアモンド
ザ・デル・ダイアモンド（The Dell Diamond）は、アメリカのテキサス州ラウンドロックにある野球場。テキサス・レンジャーズ傘下AAAラウンドロック・エクスプレスの本拠地である。
2004年にカナダ・エドモントンにあったAAチーム、エドモントン・トラッパーズ（Edmonton Trappers）が、元メジャー・リーガーのノーラン・ライアンが参加しているオーナーグループに買収され、チームはテキサス州へ移転することとなった。そして、ノーラン・ライアンが強く推したこともあり、州都オースティンに新球場を建設する予定だった。しかし、オースティン市が新球場建設に公金を供出するのを、住民投票で市民が否決。計画は一旦白紙になった。
ここで名乗りを上げたのがオースティンの北東に隣接するラウンドロック市である。同市は球場建設費2,000万～2,500万ドルのうち735万ドルを供出すると発表し、球団の誘致に成功した。
当地に本社を置く、大手パソコンメーカーのデル社がネーミングライツを15年250万ドルで買い取り、球場名は「ザ・デル・ダイアモンド」になった。